# Sharjah (emirat)
Emiratet Sharjah (arabisk: إمارة الشارقةّ; tr. Imārat al-Shāriqa) er et emirat på østkysten af den Arabiske Halvø og et af de syv emirater, der indgår i Forenede Arabiske Emirater. Det har et areal på 2.590 km2
og et befolkningstal på 1.405.843 (2015) indbyggere. Emiratet omfatter hovedstaden Sharjah, efter hvilken det er opkaldt, og en række mindre byer og eksklaver som Kalba, Dibba Al-Hisn og Khor Fakkan. Det har været regeret af Sultan bin Muhammad al-Qasimi siden 1972.

## Eksterne links
- Wikimedia Commons har flere filer relateret til Sharjah (emirat)
- Officiel hjemmeside

25°21′00″N 55°25′59″Ø / 25.35°N 55.4331°Ø